# الولجه
الولجة (به عربی: الولجة ) یک منطقهٔ مسکونی در فلسطین است.

## خصوصیات
الولجة ۲٬۰۴۱ نفر جمعیت دارد.